# Potenza (rzeka)
Potenza (starożytna łacińska Flosis lub Potentia) – jedna z rzek Marchii Ankońskiej we Włoszech, długości ok. 95 km.

## Ważniejszedopływy

### Prawobrzeżne
W kolejności od źródeł rzeki:
- Elce
- Palente
- Scarzito

### Lewobrzeżne
W kolejności od źródeł rzeki:
- Catignano
- Rio Chiaro
- Campodonico
- strumień Monocchia
- Palazzolo
- San Lazzaro
- Torbido